# Parafia Narodzenia Najświętszej Maryi Panny w Wójcicach
Parafia Narodzenia Najświętszej Maryi Panny w Wójcicach – znajduje się w dekanacie Jelcz-Laskowice w archidiecezji wrocławskiej. Erygowana w 1986 roku.
Obsługiwana przez księży archidiecezjalnych. Jej proboszczem jest ks. mgr lic. Adam Stefan.

## Parafialne księgi metrykalne
| Księgi metrykalne | Okres ewidencji |
| ----------------- | --------------- |
| chrztów           | 1986 -          |
| ślubów            | 1986 -          |
| zgonów            | 1986 -          |